# Gleboryjcowate
Gleboryjcowate (Atractaspididae) – rodzina węży z nadrodziny Colubroidea.

## Rozmieszczenie geograficzne
Rodzina obejmuje gatunki występujące w Afryce i Azji. 

## Systematyka

### Podział systematyczny
Do rodziny należą następujące podrodziny: 
- Aparallactinae Bourgeois, 1968 – aparalakty
- Atractaspidinae Günther, 1858